# Araignée ichtyophage
Pour les articles homonymes, voir Araignée aquatique.

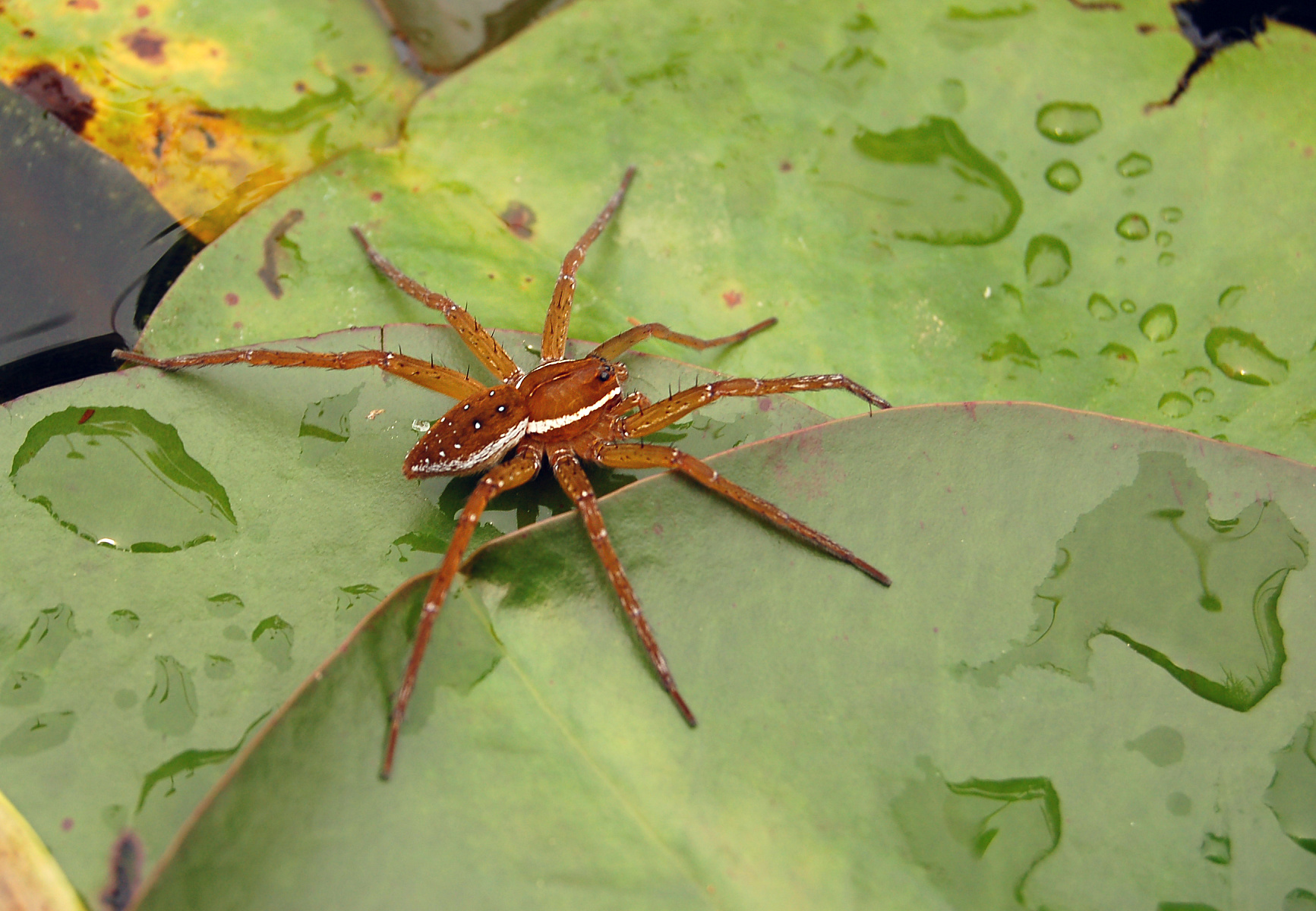
Dolomedes triton est l'« araignée pêcheuse » la plus souvent observée en train de capturer ou manger de petits poissons

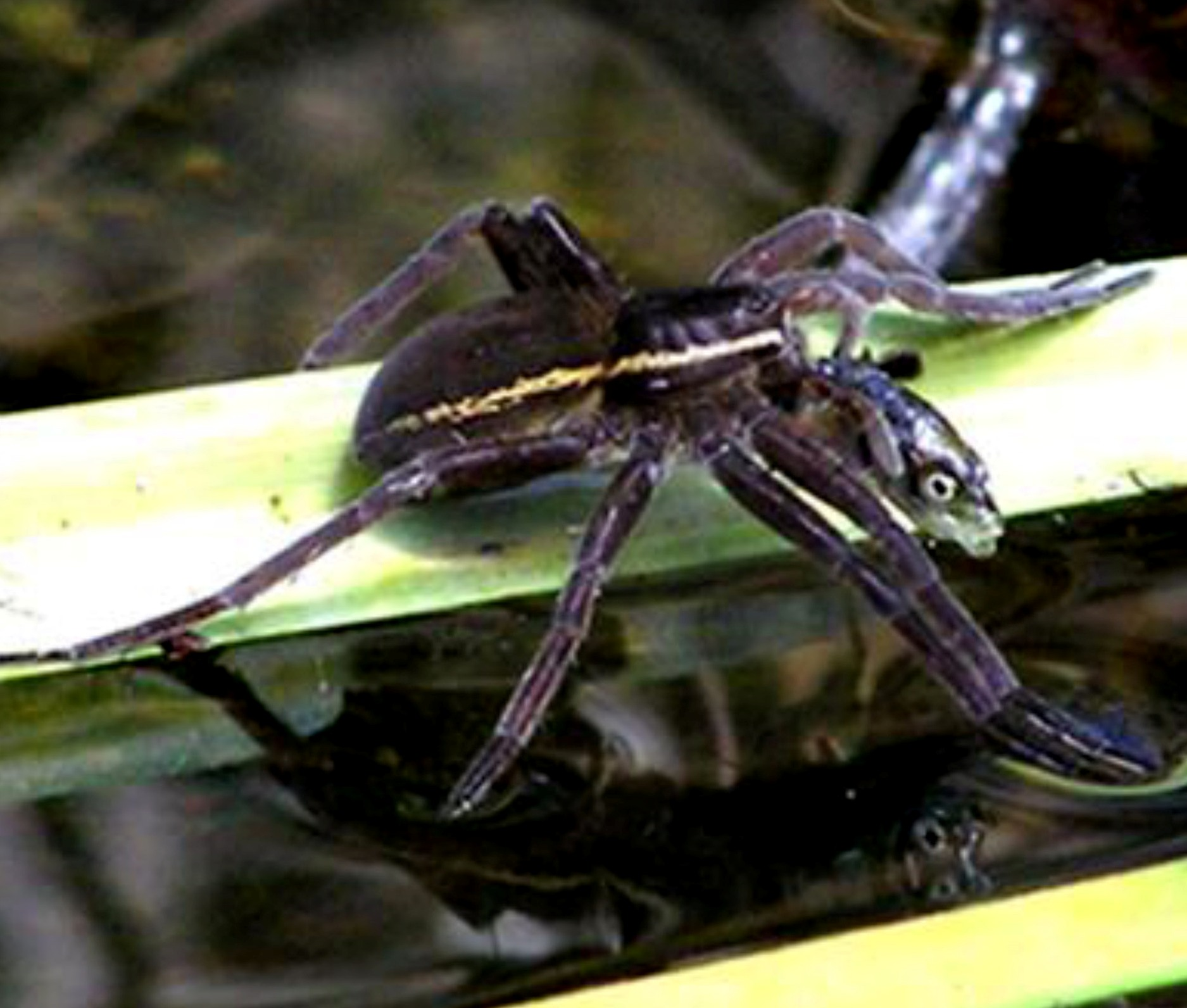
Araignée semi-aquatique (Dolomedes plantarius) en train de manger une épinoche (photo prise dans une tourbière anglaise d'une réserve naturelle "Redgrave and Lopham Fen National Nature Reserve" dans l'East Anglia)

Les araignées piscivores ou araignées ichtyophages sont des araignées qui se nourrissent de petits poissons, de larves ou d'alevins de gros poissons ou encore de proies aquatiques de taille équivalente comme les têtards ou de petites grenouilles. Elles sont considérées comme « semi-aquatiques ». La plupart de ces araignées prédatrices de poissons sont associées aux zones humides et vivent en zone tropicale, peut-être (selon Nyffeler) car l'eau plus chaude y contient moins d'oxygène, surtout la nuit où la photosynthèse n'agit plus, ce qui oblige les poissons à remonter en surface où les araignées peuvent alors plus facilement les détecter et les saisir.
À titre d'exemple, l'araignée Dolomedes triton, très à l'aise sur l'eau, peut capturer un poisson deux fois plus grand qu'elle en un instant.

## Histoire

Localisation dans le monde des observations d'araignées ichtyophages photographiées en train de capturer ou manger de petits poissons (en 2014)

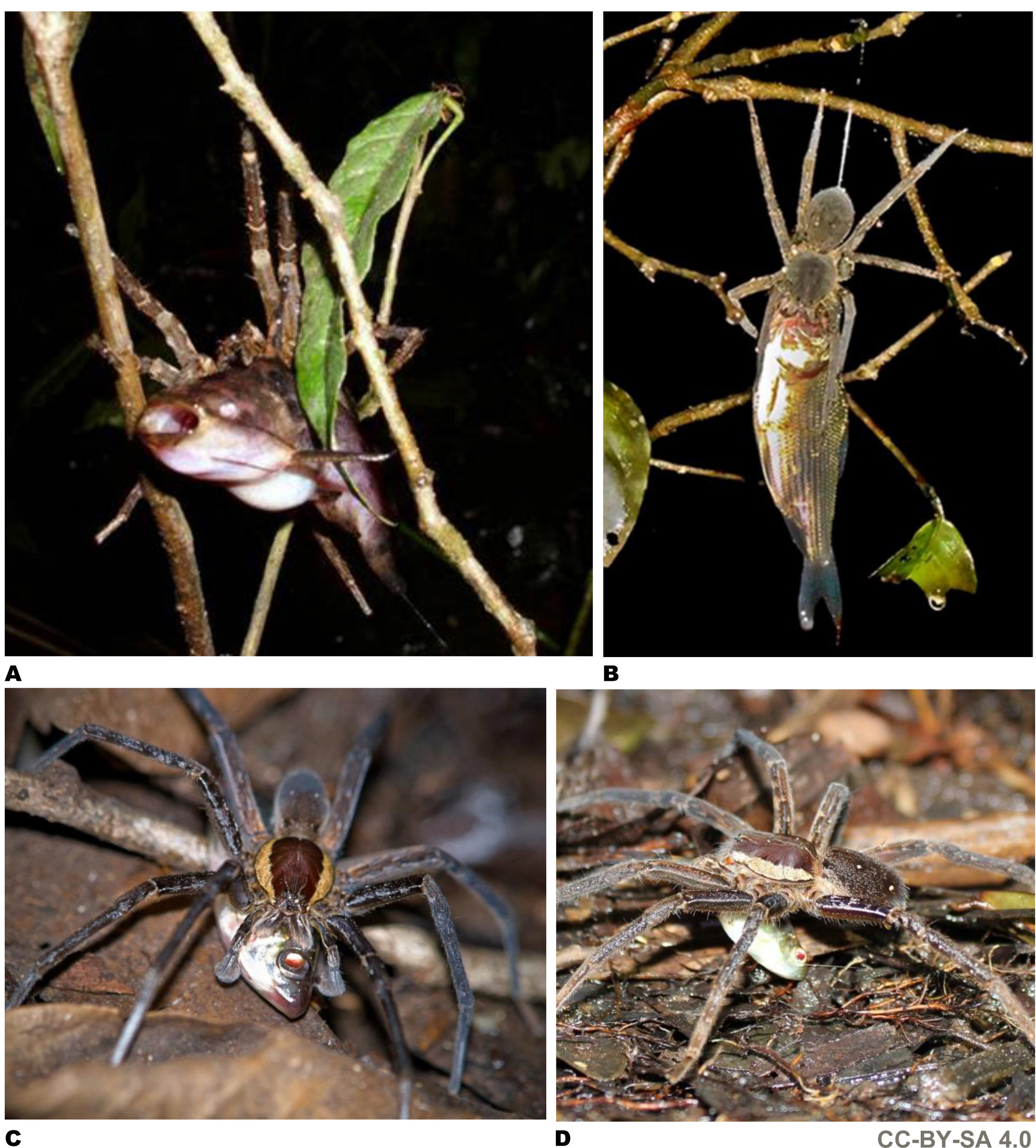
A En zone marécageuse (réserve faunique de Cuyabeno, Équateur), cette Araignée adulte Ancylometes (sans doute Ancylometes rufus) a capturé un poisson-chat (probablement de la famille des Pimelodidae) bien plus lourd qu'elle
B Araignée Ctenidae (Ancylometes. sp) se nourrissant sur un characiforme (région de la rivière de Tahuayo - Conservacion Regional Communal Tamshiyacu-Tahuayo Loreto ; Pérou
C Adulte mâle d' Ancylometes sp. (peut-être Ancylometes rufus) ayant capturé un characiforme (Cyphocharax.sp) près de Samona Lodge, (Réserve faunique de Cuyabeno, Équateur), photo de Ed Germain, Sydney, Australie.
D Adulte dAncylometes sp. portant un poisson characiforme (près de Samona Lodge)

En 2014, il a été démontré que les araignées ichtyophages étaient plus communes que ne l'avaient imaginé les biologistes ; en Nouvelle-Zélande, les espèces les plus observées en 1979 en train de manger des poissons appartiennent au genre Dolomedes notamment en Europe où ces espèces sont présentes, mais localement disparues, rares ou menacées,
Les espèces d'arachnides piscivores ont longtemps été méconnues, mais au début du XXe siècle quelques naturalistes (comme Gudger en 1922, 1925, 1931 ou Abraham (1923) ou encore Berland & Pellegrin 1934) s'intéressent aux araignées qui capturent des vertébrés et souvent des poissons. Le nombre d'espèce connues pour avoir ce comportement est au début très faible, mais on sait aujourd'hui qu'il en existe au moins 26, que les biologistes ont trouvé sur tous les continents hormis l'Antarctique.
L'attention de l'arachnologiste suisse Martin Nyffeler de l'université de Bâle qui avait commencé à étudier les signalements inhabituels de comportements alimentaires, relatifs par exemple à des araignées mangeant des chauve-souris ou des escargots, a été attiré par le fait qu'il existait sur Google Images des photographies montrant clairement des araignées en train de manger des poissons (en bordure de torrents, rivières, lacs mares, marais et tourbières), plus fréquentes que ce que signalait la littérature scientifique qui ne signalait que quelques araignées piscivores principalement dans le genre Dolomedes et dans un genre apparenté (Nilus), vivant en Amérique du Nord, en Europe, en Nouvelle-Zélande, et en Australie, où on les nomme notamment araignées de mer et araignées-radeau parce que vivant à proximité de l'eau douce ou salée et pouvant marcher sur la surface de l'eau grâce à ces poils emprisonnent de l'air et leur permettant de flotter ou de respirer quand elles s'enfoncent sous l'eau ou y sont provisoirement emportées par leur proie. Certains de ces phénomènes de prédation ne sont connus que grâce à des photos partagées en ligne par leurs auteurs. Nyffeler et ses collègues ont ainsi découvert qu'au moins huit familles d'araignées comprennent des espèces s'attaquant à des poissons.
Les espèces de poissons sont souvent issues du genre Gambusia dans le Sud-Est des États-Unis, de l'ordre des Characiformes dans les néotropiques, des killies (Aphyosemion spp. en Afrique centrale et de l'Ouest ou encore des espèces endémiques d'Australie, des genres Galaxias, Melanotaenia, et Pseudomugil).

## Éthologie; Comportement de chasse
La chasse se fait « à l'affût » en bordure de l'eau ou à partir d'un objet flottant. L'araignée repose sur quatre pattes sur le substrat dur et pose les quatre autres sur l'eau pour détecter les vibrations,.
L'araignée saisit rapidement sa proie et lui injecte une dose mortelle de venin. Elle la traîne ensuite dans un endroit où, durant plusieurs heures,  elle pourra en aspirer la chair liquéfiée, lysée par les enzymes digestives qu'elle lui a injectées.

## Impacts trophiques et écosystémiques

### Aspects quantitatifs
Les sources scientifiques signalent des poissons mesurant 2 à 6 cm pesant jusqu'à 9 grammes, mais les plus grandes de ces araignées pourraient théoriquement attraper des proies atteignant 30 grammes. Des araignées du genre Ancylometes peuvent atteindre une largeur, pattes écartées, de 20 centimètres et plonger jusqu'à 20 minutes. Elles ont été trouvées de nuit au bord d'étangs d'Amérique du Sud et capturent aussi des grenouilles, des têtards et des lézards, comportement souvent documenté par des photographes amateurs, mais peu étudié par les scientifiques.

### Aspects qualitatifs
Les araignées piscivores intéressent notamment les arachnologistes et les écologues qui cherchent à mieux comprendre le rôle des araignées dans les réseaux trophiques et les réseaux écologiques, un travail complémentaire de confirmation et d'exploration semblant nécessaire.
On ignore encore dans quelle mesure les poissons malades, blessés ou affaiblis risquent plus d'être ainsi capturés et si ce comportement prédateur joue un rôle en matière de sélection naturelle, mais certaines araignées sont localement des prédatrices importantes du neuston.
Selon l'ichtyologiste Richard Vari, « étant donné le grand nombre de poissons dans la plupart des plans d'eau », on peut douter « que la prédation ait beaucoup d'impact sur les populations de poissons », mais en augmentant la pression d'observation et de recherche sur le sujet, on découvrira sans doute encore d'autres espèces s'alimentant de la sorte en identifiant mieux les habitats et les régions du monde concernés.

## Espèces d'araignées concernées

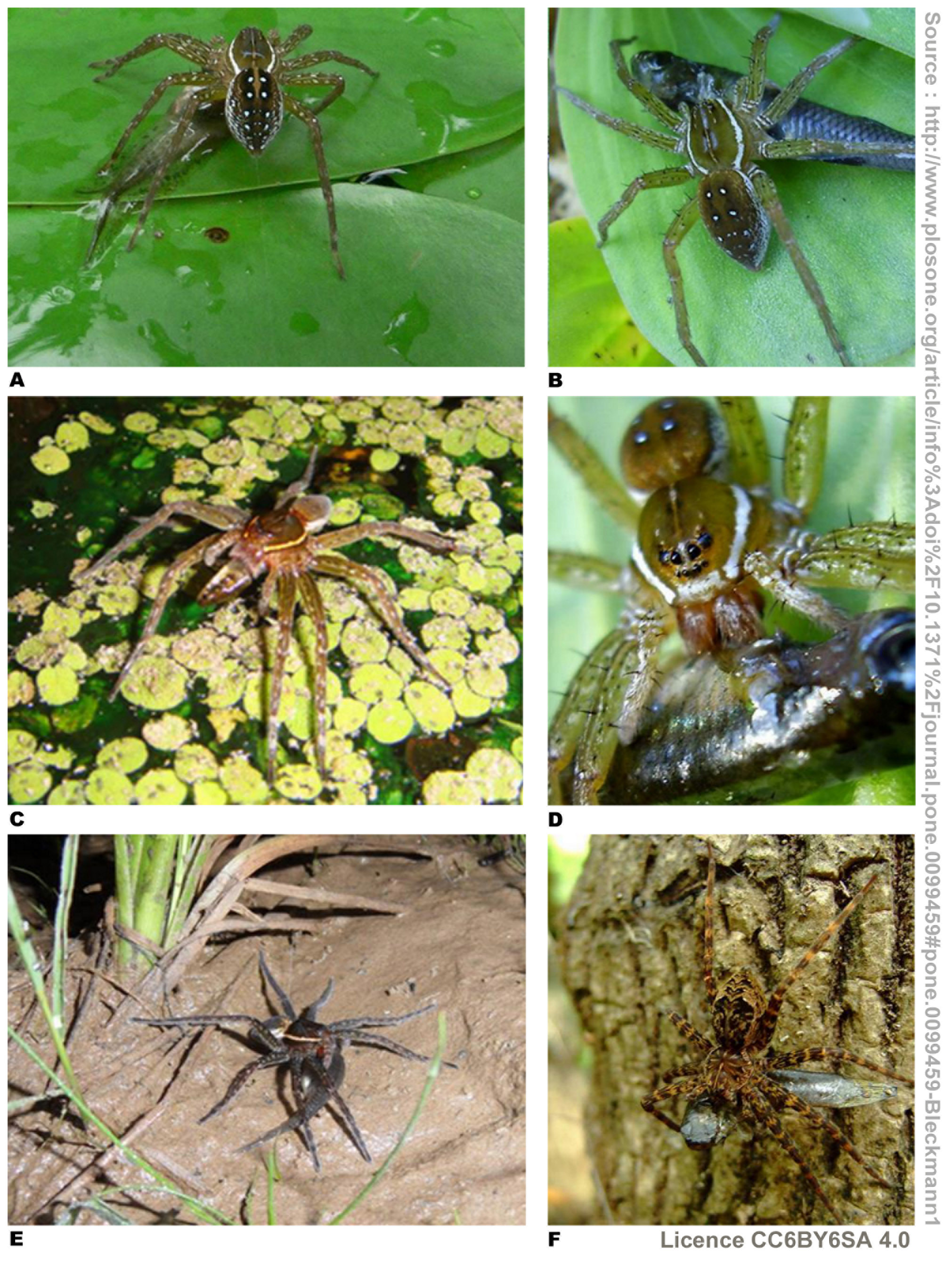
Quelques exemples d'araignées semi-aquatiques ichtyophages ;
A Dolomedes triton capturant un poisson du genre Gambusia (mare, Floride)
B Dolomedes triton capturant un poisson (Gambusia holbrooki probablement) dans une mare de jardin(Floride)
C Dolomedes triton mangeant un petit killie (Heterandria formosa ?) (lac Tsala Apopka, Floride)
D Dolomedes triton mangeant un poisson (Gambusia holbrooki ?, dans une mare de jardin (Floride)
E Dolomedes triton mangeant un poisson (Gambusia holbrooki ?) au bord d'un ruisseau lent près de Fayetteville (Caroline du Nord);
F Dolomedes okefinokensis mangeant un poisson (Gambusia holbrooki ?, marais du Big Cypress National Preserve, Floride)

Dans le milieu naturel, on en a identifié en 2014
- une douzaine d'espèces de la superfamille Lycosoidea appartenant aux familles Pisauridae, Trechaleidae, et Lycosidae)
- deux espèces de la superfamille Ctenoidea, toutes deux appartenant à la famille des Ctenidae,
- une espèce de la superfamille Corinnoidea (famille Liocranidae).

Les signalements les plus fréquents (plus de 75 % des cas) concernaient des araignées pisaurides des genres Dolomedes et Nilus.
En laboratoire, d'autres cas ont été observés, dont :
- Argyroneta aquatica (Dictynidae), une araignée aquatique connue pour concevoir des cloches de plongée dans la plans d'eau douce clame[18]
- Desis marina (Desidae),
- Heteropoda natans (Sparassidae).

On connaît aussi une araignée tropicale (Pisauridae) mangeuse de crevettes.